# 람베르그스발렌

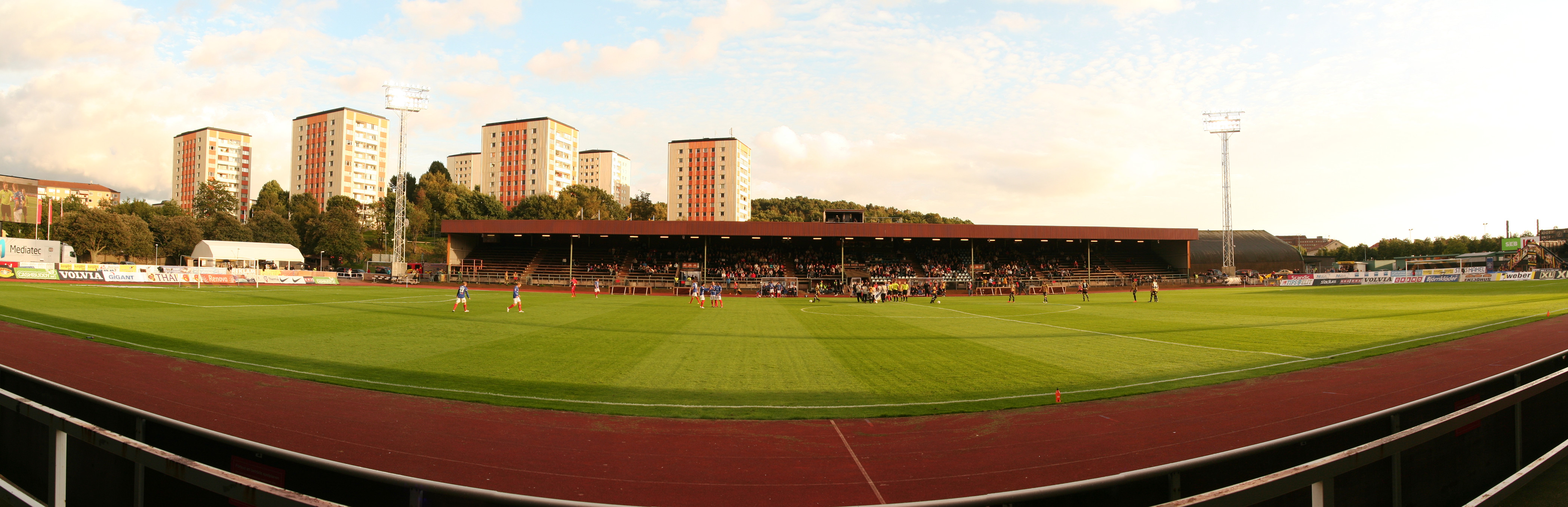

람베르그스발렌(Rambergsvallen)은 스웨덴의 예테보리에 위치한 다목적 경기장이다. 현재는 대부분 축구 경기에 사용되고 있으며 BK 헤켄의 홈구장으로 사용된다.
이 경기장은 최대 8,480명의 인원을 수용할 수 있으며 1935년에 지어졌다. 1935년 8월 18일 개장하였다.